# Kobeřice (Opavai járás)
Kobeřice település Csehországban, a Opavai járásban. Kobeřice Bolatice, Hněvošice, Štěpánkovice, Služovice, Strahovice, Chuchelná és Rohov településekkel határos. Lakosainak száma 3204 fő (2024. január 1.).

## Népesség
A település lakosságának változását az alábbi diagram mutatja:
| Lakosok száma | 1633 | 1817 | 1837 | 2457 | 2899 | 3222 | 3301 | 3307 | 3137 | 3204 |
|               | 1869 | 1900 | 1921 | 1961 | 1980 | 2011 | 2016 | 2019 | 2021 | 2024 |